# Herb gminy Ryjewo
Herb gminy Ryjewo – symbol gminy Ryjewo.

## Wygląd i symbolika
Herb przedstawia na tarczy dzielonej z lewa w skos biało-czerwonym pasem w polu górnym na złotym tle wizerunek brązowego koziołka, natomiast w polu dolnym na błękitnym tle wystającą zza gromady zielonych drzew liściastych i iglastych czerwoną wieżę kościoła z białymi otworami. 